# Luis Pedro Santamarina
Luis Pedro Santamarina Antoñana (ur. 25 czerwca 1942 w Gallarcie, zm. 6 lutego 2017 w Portugalete) – hiszpański kolarz szosowy, srebrny medalista mistrzostw świata.

## Kariera
Największy sukces w karierze Luis Pedro Santamarina osiągnął w 1964 roku, kiedy wspólnie z Ramónem Sáezem, José Goyeneche i Ginésem Garcíą zdobył srebrny medal w drużynowej jeździe na czas na mistrzostwach świata w Sallanches. Był to jednak jedyny medal wywalczony przez niego na międzynarodowej imprezie tej rangi. Na rozgrywanych trzy lata później mistrzostwach świata w Heerlen zajął 28. miejsce w wyścigu ze startu wspólnego zawodowców. W 1964 roku wziął udział w igrzyskach olimpijskich w Tokio, gdzie Hiszpanie z Santamariną w składzie zajęli ósme miejsce w jeździe na czas. Ponadto w 1967 roku zajął trzecie miejsce w Tour de Suisse, w 1968 roku był drugi w Setmana Catalana de Ciclisme, w 1970 roku wygrał Vuelta a Aragón i Vuelta al País Vasco, a w latach 1971-1972 zajmował drugie miejsce w Vuelta a Asturias. Sześciokrotnie startował w Vuelta a España, najlepszy wynik osiągając w 1970 roku, kiedy wygrał jeden etap i zajął dziewiąte miejsce w klasyfikacji generalnej. Był Dwa lata wcześniej także wygrał jeden etap, lecz ostatecznie zajął 28. miejsce. W 1968 roku wygrał jeden etap Giro d'Italia, a cały wyścig zakończył na 21. pozycji. Zajął też 24. miejsce w Tour de France w 1971 roku. Jako zawodowiec startował w latach 1965-1973.